# Dvořiště
Dvořiště är en sjö i Tjeckien.   Den ligger i regionen Södra Böhmen, i den centrala delen av landet, 110 km söder om huvudstaden Prag. Dvořiště ligger 431 meter över havet. Arean är 2,6 kvadratkilometer. Trakten runt Dvořiště består till största delen av jordbruksmark. Den sträcker sig 1,8 kilometer i nord-sydlig riktning, och 2,3 kilometer i öst-västlig riktning.